# 일레인 (배우)
일레인(1988년 ~, 黄苑玲)은 싱가포르, 홍콩의 배우다.

## 방송
- 대한외국인 (2021)
- 심장이 뛴다 38.5 (2022)
- 잠만 자는 사이 (2022)
- 피지컬: 100 (2023) - Top100

## 영화
- Fight in Causeway Bay 2 (2016)
- 卧底1000 (2017)
- 决战千王 (2018)